# 5.º Ejército Panzer
El 5.º Ejército Panzer (en alemán: 5. Panzerarmee), también Grupo Panzer del Oeste, fue creado el 8 de diciembre de 1942. Combatió contra los Aliados en el Norte de África y en el frente europeo. Fue creado a partir de la reconstrucción del LXXXX Cuerpo de Ejército. Se rindió en la bolsa del Ruhr en 1945.

## Historia

### África del Norte
El 5.º Ejército Panzer fue creado el 8 de diciembre de 1942 como una unidad blindada para la defensa de Túnez de los ataques aliados, que estaba siendo amenazado tras el éxito de la Operación Torch. El 5.º Ejército luchó junto al Primer Ejército italiano como parte del Grupo de Ejércitos África. El 5.º Ejército capituló el 13 de mayo de 1943, junto con su comandante Hans-Jürgen von Arnim. Y fue disuelto oficialmente el 30 de junio de 1943.

### Normandía
El 5.º Ejército fue reformado el 24 de enero de 1944 como Grupo Panzer del Oeste, la reserva de blindados para el OB West. Su nuevo comandante sería Leo Geyr von Schweppenburg. La forma de empleo del Grupo Panzer Oeste en el caso de una invasión aliada fue objeto de mucha controversia entre el comandante del OB West, el Generalfeldmarschall Gerd von Rundstedt, y el comandante del Grupo de Ejércitos B, el Generalfeldmarschall Erwin Rommel. 
Rundstedt creía que el Grupo Panzer debía mantenerse en reserva a cierta distancia del frente, para contraatacar las posibles penetraciones de los Aliados. Sin embargo, Rommel estaba convencido de que la aviación y la artillería aliada no permitiría a los alemanes la libertad de movimiento de las grandes formaciones, por lo que insistió en que los panzers se deberían desplegar mucho más cerca del frente. Hitler se negó a permitir a sus comandantes que movieran el Grupo Panzer sin su consentimiento explícito, así que cuando la invasión aliada comenzó el 6 de junio de 1944, el Grupo Panzer del Oeste permaneció inmóvil. Dos días después de la invasión, Schweppenburg fue herido en un ataque aéreo contra la sede de su cuartel general y fue reemplazado por Heinrich Eberbach. 
El Grupo Panzer luchó contra las fuerzas aliadas en Normandía, sufriendo grandes pérdidas. En su retirada hacia el interior de Francia, muchas de sus divisiones quedaron atrapadas en la Bolsa de Falaise. Después de que los restos destrozados del Grupo Panzer escaparan de Falaise, se inició una retirada hacia la frontera alemana.

### Las Ardenas
En agosto, los elementos restantes del Grupo Panzer del Oeste se reorganizaron como Quinto Ejército Panzer, una formación de combate que permanece en la acción bajo el título de Grupo Panzer Eberbach. Después de un breve período bajo el mando de Sepp Dietrich, el mando del ejército pasó a Hasso von Manteuffel. 
En noviembre, el 5.º Ejército Panzer comenzó a concentrarse en las Ardenas, junto al recién formado 6.º Ejército Panzer SS mandado por Dietrich. Ambas formaciones tomaron parte en la Batalla de las Ardenas, el 5.º Ejército Panzer sufrió grandes pérdidas en los combates en los alrededores de Bastogne y en las batallas en torno a Houyet, Celles y Dinant, en Bélgica. Después de que la ofensiva fracasara, el 5.º Ejército continuó su lucha en su retirada hacia la frontera alemana. 
En marzo, participó en los esfuerzos para eliminar la cabeza de puente aliada sobre el río Rin en Remagen. El 5.º Ejército Panzer estaba rodeado y atrapado en la bolsa del Ruhr, y se rindió el 17 de abril de 1945.

## Comandantes

### 5.º Ejército Panzer (Norte de África)
| N.º | Retrato | Comandante                                             | Desde                  | Hasta                 |
| --- | ------- | ------------------------------------------------------ | ---------------------- | --------------------- |
| 1   |         | Generalleutnant Heinz Ziegler (1894-1972) en funciones | 3 de diciembre de 1942 | 20 de febrero de 1943 |
| 2   |         | Generaloberst Hans-Jürgen von Arnim (1889-1962)        | 20 de febrero de 1943  | 28 de febrero de 1943 |
| 3   |         | General der Panzertruppe Gustav von Vaerst (1894-1975) | 28 de febrero de 1943  | 9 de mayo de 1943     |

### Grupo Panzer del Oeste
| N.º | Retrato | Comandante                                                      | Desde                   | Hasta               |
| --- | ------- | --------------------------------------------------------------- | ----------------------- | ------------------- |
| 1   |         | General der Panzertruppe Leo Geyr von Schweppenburg (1886-1974) | 19 de noviembre de 1943 | 2 de julio de 1944  |
| 2   |         | General der Panzertruppe Heinrich Eberbach (1895-1992)          | 4 de julio de 1944      | 9 de agosto de 1944 |

### Grupo Panzer Eberbach
| N.º | Retrato | Comandante                                             | Desde                | Hasta                |
| --- | ------- | ------------------------------------------------------ | -------------------- | -------------------- |
| 1   |         | General der Panzertruppe Heinrich Eberbach (1895-1992) | 10 de agosto de 1944 | 21 de agosto de 1944 |

### 5.º Ejército Panzer (Francia)
| N.º | Retrato | Comandante                                                | Desde                   | Hasta                   |
| --- | ------- | --------------------------------------------------------- | ----------------------- | ----------------------- |
| 1   |         | General der Panzertruppe Heinrich Eberbach (1895-1992)    | 2 de julio de 1944      | 9 de agosto de 1944     |
| 2   |         | SS-Oberst-Gruppenführer Sepp Dietrich (1892-1966)         | 9 de agosto de 1944     | 9 de septiembre de 1944 |
| 3   |         | General der Panzertruppe Hasso von Manteuffel (1897-1978) | 9 de septiembre de 1944 | 18 de marzo de 1945     |
| 4   |         | Generaloberst Josef Harpe (1887-1968)                     | 8 de marzo de 1945      | 17 de abril de 1945     |

- Datos: Q240048